# Rasguña las piedras
«Rasguña las piedras» es una canción escrita por Charly García e interpretada por el dúo argentino de rock Sui Generis. Fue grabada en 1973 e incluida en el álbum Confesiones de invierno del mismo año, como el quinto tema.
Esta canción fue grabada en Adiós Sui Géneris, Parte II. Más adelante, en el año 2001, fue registrada por Charly en el disco Si - Detrás de las paredes del reencuentro de la banda, con la participación de Gustavo Cerati en guitarras y voces. En el año 2002 la revista Rolling Stone y la cadena MTV la consideraron como la tercera mejor canción de todos los tiempos del rock argentino. La canción también forma parte de la banda de sonido de la película La noche de los lápices.

## Significado
Hay varias versiones sobre el origen de esta canción. Una versión dice que habla sobre una novia que tuvo Nito que estaba "muerta" (catalepsia) y la enterraron. Tiempo más tarde tuvieron que exhumar el cuerpo y al abrir el cajón encontraron que estaba todo rasguñado. Es decir la enterraron con vida. Esta versión fue desmentida por el propio Charly García en una entrevista realizada por Felipe Bianchi en 1993:

No tengo la menor idea de a quién se le ocurrió eso. De verdad. Incluso hay más versiones. También dicen que la muerta era mi hermana. ¡Boludeces! Es un mito. Ni catalepsia ni nada. La canción es pura fantasía poética y la hice un día cualquiera. Estaba viviendo con María Rosa Yorio en una pensión y ella fue a comprar papas o algo así. Cuando volvió, la canción estaba lista."

Otra versión habla de que se trata de un himno hacia el golpe militar del 76 en Argentina. La historia de muertos, desaparecidos y detenidos en centros clandestinos, donde eran encerrados en celdas de aislamiento, con las manos atadas y los ojos vendados, escuchando hora tras hora como eran torturados los demás. Sin embargo, esta canción fue compuesta un par de años antes del golpe.
Otra es la historia de amor entre un chico y una chica, en la cual la chica fue aplastada por un muro, y el protagonista narra lo que sucede y su impotencia por no poder salvarla. Ella rasguña las piedras para salir, él escucha e intenta hacer algo, pero no puede.

A mí me gusta leer ese tipo de leyendas y fantasías - reconoció Charly a la Rolling Stone - Que Elvis está vivo, que McCartney se murió. No me parece mal, al contrario: es un honor que esas leyendas surjan a partir de una de mis canciones, porque quiere decir que la canción es importante. Ahora, lamento desilusionarlos, pero nada que ver… (risas). La idea del tema era expresar las ganas que uno tiene de sacarse de encima las lacras de la sociedad, y también las propias debilidades, los empecinamientos o los clisés negativos que cada uno lleva adentro.
Charly García en una entrevista con Rolling Stone

Otra interpretación popular de la letra es que la historia de la misma se refiere a dos seres afectivos (llámense parientes, amigos o novios) separados por el Muro de Berlín, y que luego de años de no saber nada uno del otro, deciden empezar la lucha por el derribo de ese obstáculo, cuyo vaticinio se concreta en 1989, unos 15 años después de la grabación de la obra.[cita requerida]

## Recepción crítica
Troncoso dice que la canción es «un desesperado canto de amor y libertad».